# Роузленд (Нью-Джерсі)
Роузленд (англ. Roseland) — місто (англ. borough) в США, в окрузі Ессекс штату Нью-Джерсі. Населення — 6299 осіб (2020).

## Географія
Роузленд розташований за координатами 40°49′11″ пн. ш. 74°18′37″ зх. д. / 40.81972° пн. ш. 74.31028° зх. д. (40.819861, -74.310168).  За даними Бюро перепису населення США в 2010 році місто мало площу 9,22 км², з яких 9,17 км² — суходіл та 0,05 км² — водойми.

## Демографія
Згідно з переписом 2010 року, у селищі мешкало 5819 осіб у 2345 домогосподарствах у складі 1667 родин. Було 2432 помешкання
Расовий склад населення:
| - 90,7 % — білих - 5,8 % — азіатів - 1,8 % — чорних або афроамериканців - 0,1 % — корінних американців |

До двох чи більше рас належало 1,1 %. Частка іспаномовних становила 4,5 % від усіх жителів.
За віковим діапазоном населення розподілялося таким чином: 21,0 % — особи молодші 18 років, 57,0 % — особи у віці 18—64 років, 22,0 % — особи у віці 65 років та старші. Медіана віку мешканця становила 46,7 року. На 100 осіб жіночої статі у селищі припадало 90,3 чоловіків;  на 100 жінок у віці від 18 років та старших — 86,4 чоловіків також старших 18 років.
Середній дохід на одне домашнє господарство  становив 142 644 долари США (медіана — 101 786), а середній дохід на одну сім'ю — 179 664 долари (медіана — 137 202). За межею бідності перебувало 2,4 % осіб, у тому числі 0,0 % дітей у віці до 18 років та 3,6 % осіб у віці 65 років та старших.
Цивільне працевлаштоване населення становило 2848 осіб. Основні галузі зайнятості: освіта, охорона здоров'я та соціальна допомога — 25,6 %, науковці, спеціалісти, менеджери — 19,3 %, фінанси, страхування та нерухомість — 15,8 %.